# Gretchen
Maria Odete Brito de Miranda de Souza, mais conhecida como Gretchen (Rio de Janeiro, 29 de maio de 1959), é uma cantora, personalidade de televisão, dançarina, empresária e youtuber brasileira. Chamada de "Rainha do Rebolado", é irmã mais velha da cantora Sula Miranda e mãe de sete filhos, entre eles o político Thammy Miranda. Como cantora, é conhecida pelos sucessos "Freak Le Boom Boom", "Conga, Conga, Conga" e "Melô do Piripipi". Desde a década de 2010 tornou-se notável por participar de diversos reality shows, incluindo Troca de Família, A Fazenda, Power Couple Brasil, Duelo de Mães, The Masked Singer Brasil e Os Gretchens.

## Carreira

### 1976–78: Início e As Melindrosas
Gretchen nasceu como Maria Odete Brito de Miranda. O pai, Mário Miranda, era empresário do ramo de circos e pôs todas as filhas em aulas de balé, piano e violão. Aos 16 anos Gretchen já dava aulas do último.
Ela iniciou a carreira como cantora na orquestra do Maestro Zaccaro em 1976. O convite para integrar a banda veio após Maria Odete ter vencido o Festival Musical do Colégio Objetivo.
Um dia, ela se apresentou como caloura num programa do Silvio Santos e chamou a atenção do produtor argentino Santiago Malnati (conhecido como Mister Sam), que pegou o contato dela com Valentino Guzzo (diretor do programa) e a convidou para gravar um compacto com versões de "Dance With Me" e "Love Me More". Seu objetivo era criar uma Charo brasileira e as faixas eram inspiradas no hit da cantora espanhola, "Dance a Little Bit Closer". Gretchen sentiu-se desconfortável em cantar "Dance With Me" por ter uma letra muito simples, mas o produtor lhe recomendou que voltasse ao grupo de Zaccaro se quisesse cantar material sofisticado.
O nome artístico "Gretchen" foi ideia da cantora após sua gravadora querer outro nome ao invés do seu de batismo para lançá-la, já que iria cantar em inglês, sendo inspirado no filme Aleluia, Gretchen, sobre uma família alemã com ligações com o nazismo vivendo no Brasil. O produtor também queria, inicialmente, que ela fosse vendida como uma cantora alemã que sequer falava português.
Um dia Gretchen convidou Santiago para uma festa em sua casa, onde ela se apresentou com as irmãs Iara e Suely. Mais tarde, quando soube que a Copacabana estava procurando por cantoras e dançarinas adolescentes, Santiago indicou as três irmãs e assim nasceu o grupo As Melindrosas. Integrava o conjunto também Paula, chamada de prima, mas que na verdade era aluna das aulas de violão de Gretchen.
O primeiro LP delas, Disco Baby, já estava pronto antes da gravadora contratá-las - o grupo só teve de começar a existir de fato porque o programa Fantástico havia proposto um clipe para divulgá-lo. O LP alcançou a marca de 1 milhão de cópias vendidas e recebeu nota na revista musical Billboard. Em um período de dois anos, o LP já havia vendido 4 milhões de cópias, segundo o produtor Jorge Gambier, mas neste período Gretchen já havia abandonado o grupo e seguiu em carreira solo.

### 1978–2009: Carreira solo
A estreia de Maria Odete como "Gretchen" para o grande público da TV aconteceu no Programa Carlos Imperial, na extinta Rede Tupi. Seus sucessos foram "Freak Le Boom Boom", "Conga Conga Conga", "Melô do Piripiri (Je Suis La Femme)", "Melô do Xique Xique", "Melô do Pata Pata" e "Latino-americana" (os dois primeiros receberam disco de ouro e o terceiro disco de platina), entre outros. Pelas décadas seguintes é associada a estes seus mais conhecidos hits. Neste período, Gretchen tornou-se recordista por chegar a mil espetáculos em menos de três anos, sendo uma das mais bem sucedidas artistas brasileiras da época.
Durante o auge de sua carreira, Gretchen participou de todos os importantes programas de TV da época, de Globo de Ouro a Chacrinha, passando por Bolinha e Silvio Santos. Era também presença constante em todas as emissoras, como Rede Tupi, Rede Record, TV Gazeta, Rede Globo, SBT e Rede Bandeirantes.  A cantora também costumava participar de vários quadros do Programa Silvio Santos e em outros quadros e atrações do SBT, entre eles o game show Qual é a Música?, patrocinado pelo Baú da Felicidade, pertencente a Silvio Santos, no qual por muitos anos foi uma das maiores vencedoras. Ela se apresentou na Coreia do Sul, por toda a Europa e Estados Unidos, inclusive com shows de lambada, ritmo que era uma febre no início da década de 1990.
A carreira de Gretchen como atriz teve início em 1979 em um filme infantil com suas irmãs, "Vamos Cantar Disco Baby". Em 1982, Gretchen fez o filme Aluga-se moças, no estilo pornochanchada. O filme contava também com a participação de Rita Cadillac. O filme ganhou certo aspecto cult no Brasil. Na época quebrou todos os recordes de bilheteria, ficando na frente de Caçadores da Arca Perdida, de Steven Spielberg. Em 1990, ao lado de Deni Cavalcanti e Alexandre Frota, estrelou A Rota do Brilho.

### 2010–presente: Televisão e Youtube

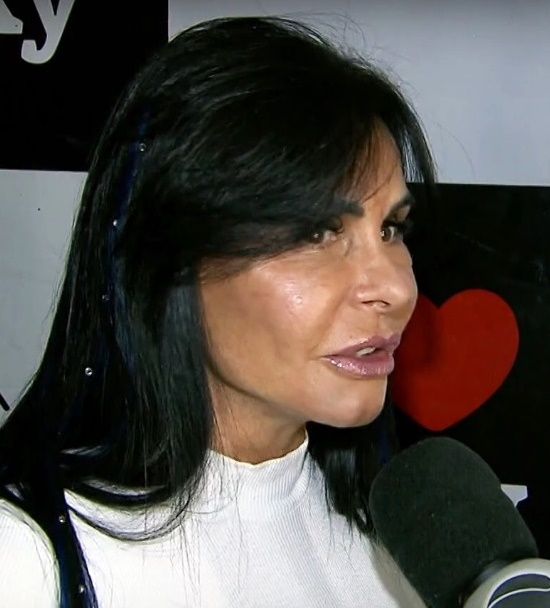
Gretchen durante uma entrevista em 2019

Em 2010, Gretchen participou de um episódio da quarta temporada do reality show Troca de Família então exibido pela Rede Record, garantindo à emissora o primeiro lugar em audiência durante a sua exibição, sendo este episódio reprisado pela Rede Record em 2011. Dois anos depois em 2012, Gretchen participou da quinta temporada do reality show A Fazenda que é exibido pela Rede Record, onde acabou desistindo da competição, após ficar confinada durante 39 dias. Ela participou também de um reality show da Rede TV, onde mostrava sua vida em Portugal. Em abril de 2011, Gretchen interpretou Maria Madalena numa encenação da Paixão no Piauí, que foi vista por mais de 8 mil pessoas. Entretanto, em agosto de 2015 no programa Luciana by Night ela revelou nunca ter gostado de atuar e sim de cantar e dançar.
Em abril de 2016, Gretchen integrou o elenco da primeira temporada do reality show Power Couple Brasil que é exibido pela Rede Record, juntamente com o seu então marido Carlos Marques. O casal acabou ficando em 5.º lugar na competição.
Em 3 de julho de 2017, estreou o primeiro videoclipe (lyric video) de "Swish Swish", de Katy Perry, protagonizado por Gretchen. O vídeo se tornou um hit internacional, onde repercutiu por todo mundo, inclusive no Brasil. Na época, Gretchen chegou a noticiar que havia mudado seu salário de 8 mil reais para 25 mil reais para participar de eventos. Graças ao lyric video, Swish Swish se tornou muito popular nas rádios brasileiras. Atualmente, o vídeo de Gretchen ultrapassa os 90 milhões de visualizações no YouTube. Ainda no mesmo ano, Gretchen assinou contrato com a Universal Music e no dia 27 de novembro ela lançou sua coletânea intitulada ‘The Queen’, com o single inédito "Falsa Fada", em parceria com o DJ Rody.
Em 2018, foi exibido o reality show Os Gretchens no canal de TV por assinatura Multishow. Este reality show acompanhou a vida de Gretchen e de seus familiares como Sula Miranda (irmã), Thammy Miranda (filho), Carlos Marques (marido) e Andressa Soares (nora). Assim o reality show Os Gretchens mostrou um pouco da intimidade da família de Gretchen, o qual teve cenas gravadas na Europa, nos Estados Unidos e no Brasil. Em 2019, Gretchen fez uma participação especial na novela A Dona do Pedaço que foi exibida pela Rede Globo, onde  interpretou a personagem Gina.
Em janeiro de 2022, Gretchen inclui mais um reality show em seu currículo e participa da segunda temporada do The Masked Singer Brasil, como "A Rosa". A cantora foi eliminada no primeiro episódio, exibido em 23 de janeiro. No dia 28 do mesmo mês, aparece no vídeo musical Quero Te Dar com participação do Agrada Gregos, Blogueirinha e Sasha zimmer. Em março, Gretchen foi contratada pela RedeTV! para ser uma das integrantes da nova fase do humorístico Encrenca, que estreou no dia 27. No dia 11 de maio, ela deixou o programa e a emissora, junto de Narcisa Tamborindeguy e Tokinho. Em 2025, voltou a participar do Power Couple Brasil, estando na sétima temporada do programa ao lado de seu marido, Esdras de Souza. O casal desistiu da competição, terminando em 11.º lugar.

## Vida pessoal

### Família e relacionamentos
Filha de Maria José Brito de Miranda e Mário de Miranda, nasceu em uma família humilde do subúrbio carioca, tendo sido criada na periferia de São Paulo. Gretchen tem duas irmãs: Sula Miranda e Yara Miranda. Tem sete filhos, cinco biológicos e dois adotivos: Thammy, nascido em 1982, Décio, nascido em 1986, Jenny Miranda, nascida em 1987 e adotada em 2004, Sérgio, nascido em 1994, Gabriel, nascido em 2000, Giúlia, nascida em 2003, fruto de uma inseminação artificial, e Valentina, nascida em 2010 e adotada em 2012. Gretchen teve um filho que faleceu recém nascido, em 2000. Ele era gêmeo idêntico de Gabriel. Os bebês nasceram prematuros em Mogi das Cruzes, na Grande São Paulo. Nesta época, estava desempregada e passando necessidade. A cantora afirmou ter sido traída pela maioria dos seus relacionamentos, e que foi agredida e  humilhada por muitos namorados e maridos que teve. Um de seus filhos, Décio, a cantora não criou, o pai do menino o tirou da guarda dela, e a ameaçou de morte caso ela fosse procurá-lo. Com medo e querendo preservar a vida do filho, optou por deixá-lo com o pai. Na infância do menino, ela conseguiu encontrá-lo com ajuda de detetives, e ele pensava que a mãe havia morrido, pois o pai tinha falado isso a ele. O pai novamente a tirou do contato com o filho, e ela só voltou a revê-lo quando ele tinha 13 anos, novamente com ajuda de detetives, mas o pai tirou o filho do País, e eles perderam o contato mais uma vez. Durante seis anos não teve mais notícias desse filho, até reencontrá-lo em dezembro de 2016. Em entrevistas revelou não ter contato com nenhum de seus ex-namorados e maridos, e que mesmo quando os filhos eram crianças, eles mantinham contato direto com seus filhos, sem intermédio dela.
Relembrando o passado, sua irmã Sula Miranda deu uma entrevista contando como era a convivência com o pai violento e alcoolista, contando que ele nunca foi a favor da carreira das filhas, e as agredia. Em uma reportagem, contou um episódio ocorrido:
| “ | Ele era alcoólatra. Nossa mãe apanhava dele, e a Gretchen tentava protegê-la. Até o momento em que ela cresceu e os dois começaram a se engalfinhar mesmo. Ele tinha uma grande paixão por ela, mas, ao mesmo tempo, tinha esse lado: Quando ele bebia, se transformava. | ” |

Durante sua carreira, Gretchen teve muitos namorados, os quais muitas vezes apareciam na mídia como seus maridos, somando ao todo, 18 supostos maridos, quando na verdade foram cinco. Em 2002, Gretchen cancelou o casamento com o cabeleireiro Cláudio Alves de Farias na TV dias antes devido a ter sido vítima de agressão. Em junho de 2013 casou-se com o empresário português Carlos Marques. Juntos possuíam três lojas de roupas e produtos brasileiros em Portugal e Paris, chamadas de "Mercado Rio Brasil". Desde 2015 a cantora morou no Mônaco, onde abriu uma nova loja de roupas. Gretchen residiu em um duplex com o marido e as filhas Giúlia e Valentina. Revelou que o marido fazia um excelente papel de pai, sendo muito mais que só padrasto. Contou que essas duas filhas são as únicas que não possuem pai, já que Giúlia, mesmo sendo filha biológica, foi fruto de inseminação artificial, e Valentina foi adotada. Na época que fez inseminação e posteriormente a adoção, Gretchen estava solteira, e as registrou sozinha. Também contou em entrevistas nunca ter tido babá, e que atualmente faz todos os serviços domésticos sem ajuda de empregada, pois gosta de cuidar do lar.
A separação de Gretchen e Carlos ocorreu de forma amigável, em janeiro de 2020. Juntos, foram sócios em uma empresa de roupas brasileiras, até o falecimento de Carlos, ocorrido em maio de 2023. Após a separação, voltou a viver no Rio de Janeiro, dividindo-se entre Brasil e Europa para cumprir contratos profissionais.
No mês seguinte a separação, conheceu o saxofonista Esdras de Souza. Ambos se conheceram no evento Varanda da Fafá, no Círio de Nazaré, através de uma amiga em comum, Fafá de Belém. Gretchen e Esdras, em março, após um mês de namoro, foram morar juntos em Belém, no Pará. Esdras é seu sexto marido que mora junto. A união do casal foi celebrada em 30 de setembro de 2020. Gretchen e Esdras continuaram morando em Belém, mas optaram por mudar-se em março de 2023 para Coimbra, Portugal, após desentendimento com vizinhos.

### Imagem pública
Gretchen posou nua pela primeira vez para a revista Playboy dois meses antes de aparecer na revista Status, fotografada por Cinira Arruda. Em seguida, também para outras revistas, tais como: Homem, Sexy, Hunter. Ela também teve edições especiais da revista Homem feitas especialmente para ela em 1984 duas vezes e uma em 1985. Seus nus foram feitos não apenas quando a cantora era jovem e estava no auge da fama, mas também quando já estava na faixa dos 40 anos. Gretchen chegou a posar nua quando estava grávida em 2003, aos 44 anos.
No ano de 2006, Gretchen assinou um contrato de R$ 1,5 milhão com a produtora erótica Brasileirinhas, para gravar oito cenas que originariam três filmes pornográficos. Uma de suas exigências foi atuar ao lado do seu então marido Gutto Guitar. Apesar de críticas pelas fracas atuações, os filmes foram sucessos de vendas. Após os filmes ela declarou diversas vezes que este trabalho é o seu maior arrependimento, mas que foi com seu cachê que conseguiu reerguer a vida financeira e a carreira.
Em 2011, Gretchen se vestiu de garçonete em uma lanchonete dos Estados Unidos e algumas fotos foram publicadas na Internet, criando a notícia de que ela estaria passando necessidade financeira. Após a repercussão das imagens, o Consulado dos Estados Unidos cassou o visto de turista de Gretchen, sob a alegação de que ela estava trabalhando ilegalmente no país. Desde então, a cantora está proibida de entrar nos Estados Unidos. Em 2021, dez anos após o fato, Gretchen declarou que faria uma carta de apelo ao presidente Joe Biden: "Ainda tenho aquela restrição com os Estados Unidos e é uma coisa que eu gostaria de rever. Agora que o presidente de lá mudou e é o Joe Biden, quero tentar reverter essa situação. Na época que saiu aquela notícia de que eu estava trabalhando ilegalmente em uma lanchonete de lá, cancelaram meu visto definitivamente". Em entrevista, Gretchen declarou que estava vestida de garçonete para fazer um favor publicitário a um amigo, dono do restaurante, para atrair clientes.
Gretchen tem sido apelidada de "rainha da internet" ou "rainha dos memes", pois montagens com fotos e vídeos da cantora são frequentemente usadas na Internet, particularmente no Twitter. Inicialmente, Gretchen não gostou de ver sua imagem sendo usada de forma jocosa nas redes sociais. Em 2015, anunciou que estava preparando um "megaprocesso" contra o Facebook e o Google. Porém, após entender do que se tratava, passou a gostar da situação e em 2017 declarou:
| “ | É engraçado essa coisa de memes. Primeiro que eu nem sabia o que era isso, mas depois comecei a me inteirar, conhecer e a entender. Achei muito engraçado e divertido. Tem uns [GIFs] que são super de bom gosto e a criatividade brasileira é muito boa. A rainha dos GIFs: adoro. | ” |

### Controvérsias com inteligência artificial
Em setembro de 2024, Gretchen denunciou o uso de sua voz em áudios falsos criados por inteligência artificial, espalhados por fóruns e redes sociais, que a envolviam em fake news, como a suposta intenção de “levantar uma estátua para Belzebu no centro de Itamaracá”; afirmou que o caso estava com seus advogados e que “a internet não é terra de ninguém”. Em abril de 2025, Gretchen moveu uma ação judicial contra a divulgação de vídeos de teor sexual com sua imagem gerada por inteligência artificial, alegando ser alvo constante de ataques em redes sociais e fóruns, como BCharts e Pandlr. Em junho, venceu na Justiça uma ação contra o Google Brasil por vídeos criados com IA que associavam sua imagem e voz a conteúdos vexatórios, incluindo uma gravação em que uma falsa Gretchen convidava o público para um suposto show no “Cabaré da Cinderela”, com atividades sexuais, e outros materiais em que era retratada como a “Imperatriz de Gomorra”, “Prefeita de Sodoma” e “Profeta da Lascívia”; a Justiça determinou a remoção dos vídeos e a identificação dos responsáveis.

## Outros empreendimentos

### Política
Nas eleições de 2004, Gretchen foi presa por algumas horas pela polícia militar no ginásio esportivo do município de Senador Canedo, a 18 quilômetros de Goiânia, junto com a deputada estadual Laudeni Lemes. A prisão ocorreu devido ambas estarem fazendo boca de urna para o deputado Alsueres Mariano do PSDB. Em 2008, enquanto morava no estado de Pernambuco, Gretchen filiou-se ao Partido Popular Socialista e tentou a candidatura à prefeitura da cidade de Ilha de Itamaracá. Na eleição, ficou em terceiro lugar ao obter apenas 343 votos, correspondendo a 2,85% do total da votação. Em 2010, ela lançou o documentário Gretchen Filme Estrada.

### Livro
Em 26 de outubro de 2015, lançou o livro Gretchen - Uma biografia quase não autorizada na livraria Fnac, no Barra Shopping, na Zona Oeste do Rio de Janeiro. Também mencionou que Juliana Paes estaria cotada para a adaptação da biografia em filme. Na biografia Gretchen diz: "É uma despedida oficial da minha carreira, não tenho intenção de voltar, quero ter a oportunidade de cuidar do meu marido, dos meus filhos, viajar e ter uma vida normal. Quero ser a Maria, descansar".

## Prêmios e homenagens
Ao longo de sua carreira, Gretchen recebeu vários prêmios da mídia, como ela mesma mostrou em programas da TV Gazeta e no programa Domingo Legal do SBT. Entre seus prêmios destacam-se o Troféu Rádio Globo, Troféu do programa Globo de Ouro, vários troféus Disco de Ouro do programa Discoteca do Chacrinha, prêmio dado pelo apresentador aos melhores do mês e também do ano, prêmios de várias rádios, como da Rádio América o prêmio Destaque América, o qual ela ganhou sete vezes, e prêmios de festivais em estados diversos, como do Festival do Disco no Rio Grande do Sul, e outros como Revelação do Ano de rádios, revistas e programas de TV em seu início de carreira. Em 1987 o LP No Mundo da Criança (com Gretchen, Maria Alcina e outros) foi indicado ao Troféu Villa-Lobos como melhor disco infantil de 1986, concorrendo com Os Abelhudos, A Turma do Balão Mágico e Show da Xuxa.
Em 1999, ganhou um Disco de Ouro pela divulgação do CD Discoteca do Chacrinha. O prêmio foi entregue por Augusto Liberato no programa Domingo Legal. Em 2006 recebeu o Troféu Coroa de Ouro no programa Rei Majestade no SBT. Ela também foi homenageada com o Prêmio Boas-Vindas a Goiânia pela premiação Megha Profissionais 2010. No Carnaval de Pernambuco, foi coroada "Rainha Gay 2010" pela comunidade LGBT. Também foi eleita "Rainha do Baile dos Artistas" em 2011, juntamente com o "rei", o escritor Ariano Suassuna, honraria pela qual ela declarou que esperava há um bom tempo, pois não sendo Pernambuco sua terra natal sentiu-se uma verdadeira pernambucana ao receber tal título. Em 2011, Gretchen também foi homenageada em Israelândia, onde recebeu um banner com vários momentos de sua carreira e uma faixa do prefeito de boas-vindas à cidade.
Ainda em Goiânia foi homenageada sendo tema de uma premiação de hipismo. Gretchen recebeu mais uma homenagem pelos seus mais de 30 anos no mundo do entretenimento no prêmio Vips de Minas e Celebridades 2012, onde recebeu o prêmio Celebridade Nacional 2012.
Em 2013, Thammy Miranda dançou o maior sucesso de Gretchen na telenovela Salve Jorge. Em outubro do mesmo ano, Viviane Araújo homenageou Gretchen ao dançar Conga, Conga, Conga na boate GLS Pipper Club.
Emanuelle Araújo interpretou Gretchen no filme Bingo: O Rei das Manhãs.
Em julho de 2017, após o sucesso de Gretchen no clipe de Katy Perry , Gretchen recebe do programa Domingo Legal uma placa comemorativa como "Rainha da Internet". Antes disso, porém  precisamente em fevereiro de 2017 ela recebe placa do Youtube em comemoração a marca de 100 mil inscritos em seu canal. Após o mega sucesso do lyric vídeo de "Swish Swish" a cantora americana Katy Perry, diz em entrevista que Gretchen é a própria internet. Logo em seguida faz um vídeo de agradecimento dizendo que o sucesso de Gretchen transcende todas as línguas. Em dezembro de 2017 Gretchen recebe outro prêmio "Rainha da Internet", dessa vez na premiação Digital Awards 2017. Em maio Gretchen recebe o prêmio Networking Empresarial 2019 Nacional e Internacional, onde mais uma vez foi eleita a "Rainha da Internet Brasileira". O prêmio foi entregue em Lisboa e recebido por seu marido Carlos Marques devido à impossibilidade da sua presença.[ligação inativa] Em outubro de 2019 Gretchen recebe o prêmio Veado de Ouro no sábado do Círio, no Pará, durante a 41º Festa da Chiquita; o prêmio é dado a pessoas relevantes na defesa dos direitos LGBT. Ela foi indicada ao prêmio pela cantora Fafá de Belém e o recebeu das mãos de Eloi Iglesias. Em novembro de 2019 Gretchen ainda mantém o título de rainha da internet e recebe seu segundo prêmio no Digital Awards 2019.

## Discografia
Álbuns de estúdio
- My Name Is Gretchen (1979)
- You and Me (1981)
- Lonely (1982)
- Gretchen (1983)
- Latino Americana (1987)
- Gypsy (1988)
- Cheiro & Chamego (1991)
- Vem Me Ver (1993)
- Sexy Charme Dance (1995)
- Jesus Dance (1996)
- A Nova Gretchen (1997)
- La Pasión (2000)
- Me Deixa Louca (2001)
- De Conga a Coração - Gretchen Canta Dorgival Dantas  (2009)

## Filmografia

### Televisão
| Ano     | Título                   | Cargo / Personagem  | Notas                                   | Emissora         |
| ------- | ------------------------ | ------------------- | --------------------------------------- | ---------------- |
| 1982–88 | Cassino do Chacrinha     | Jurada              | Quadro: Calouros                        | TV Globo         |
| 1984    | Pirlimpimpim 2           | Cuca Rumbeira       | Especial da Rede Globo                  | TV Globo         |
| 2010    | Troca de Família         | Participante        | Temporada 4                             | Record           |
| 2010    | Os Opostos se Atraem?    | Participante        | Episódios: "15 de maio–13 de junho"     | SBT              |
| 2011    | Cante se Puder           | Participante        | Episódio: "Gretchen"                    | SBT              |
| 2012    | A Fazenda                | Participante        | Temporada 5                             | Record           |
| 2016    | Power Couple Brasil      | Participante        | Temporada 1                             | Record           |
| 2017    | Duelo de Mães            | Participante        | Episódio: "Gretchen x Simony"           | SBT              |
| 2018    | Bancando o Chef          | Participante        | Episódio: "Ticiane Pinheiro x Gretchen" | Record           |
| 2018    | Samantha!                | Ela mesma           | Episódio: 1.1 Episódio: 2.2             | Netflix          |
| 2018    | Os Gretchens             | Ela mesma           |                                         | Multishow        |
| 2019    | A Dona do Pedaço         | Gina                | Episódios: "11–31 de julho"             | TV Globo         |
| 2021    | Drag Me as a Queen       | Participante        | Episódio: "Grerchen"                    | E!               |
| 2022    | The Masked Singer Brasil | Participante (Rosa) | Temporada 2                             | TV Globo         |
| 2022    | Encrenca                 | Apresentadora       |                                         | RedeTV!          |
| 2022    | A Tarde é Minha          | Apresentadora       |                                         | TV Metropolitana |
| 2023    | Drag Race Brasil         | Jurada convidada    | Episódio: "What's Up, Lindas!"          | MTV              |
| 2025    | Power Couple Brasil      | Participante        | Temporada 7                             | Record           |

### Cinema
| Ano  | Título                      | Personagem    | Notas              |
| ---- | --------------------------- | ------------- | ------------------ |
| 1979 | Vamos Cantar Disco Baby     | Nara          |                    |
| 1982 | Aluga-Se Moças              | Beth Lara     |                    |
| 1990 | A Rota do Brilho            | Natália       |                    |
| 2006 | La Conga Sex                | Ela mesma     |                    |
| 2006 | Gretchen: Carnaval          | Ela mesma     |                    |
| 2007 | A Rainha do Bumbum          | Ela mesma     |                    |
| 2009 | Alô, Alô, Terezinha!        | Ela mesma     | Documentário       |
| 2010 | Gretchen: Filme Estrada     | Ela mesma     | Documentário       |
| 2019 | FLOPS - Uma Comédia Musical | Profª. Shayla |                    |
| 2021 | Detetive Madeinusa          | Ela mesma     | Amazon Prime Video |
| 2025 | O Melhor Amigo              | Ela mesma     |                    |

### Internet
| Ano           | Título                 | Cargo            | Plataforma |
| ------------- | ---------------------- | ---------------- | ---------- |
| 2016–presente | Gretchen & Você        | Apresentadora    | YouTube    |
| 2018          | Corrida das Blogueiras | Jurada convidada | YouTube    |